# Phân họ Cá chẽm
Phân họ Cá chẽm (tên khoa học: Latinae) trong giai đoạn 2004-2011 được coi là một họ cá có danh pháp Latidae, với hình dáng trông giống như cá vược, chủ yếu là cá nước ngọt được tìm thấy tại châu Phi, châu Á và một số loài cá biển sinh sống trong Ấn Độ Dương và miền tây Thái Bình Dương.

## Lịch sử phân loại
Trước năm 1976, nhóm cá này được coi là họ độc lập có danh pháp Latidae. Từ năm 1976 cho tới năm 2004 thì nó được coi là phân họ Latinae trong họ Centropomidae, nhưng năm 2004 đã được nâng cấp trở lại thành họ sau một bài báo phân tích miêu tả theo nhánh của Olga Otero chỉ ra họ Centropomidae như định nghĩa gốc là cận ngành.
Tuy nhiên, các nghiên cứu sau đó đã chỉ ra các khiếm khuyết trong phân tích này và cho thấy họ Centropomidae sensu Greenwood, 1976 là đơn ngành. Do vậy, trong giai đoạn kể từ năm 2011 trở lại đây thì người ta lại hạ cấp họ này xuống thành phân họ Latinae trong họ Centropomidae.
Theo truyền thống, dù là họ hay phân họ thì nhóm cá này đều được coi là thuộc về bộ Cá vược (Perciformes). Tuy nhiên, trong phân loại gần đây về cá xương thì người ta xếp họ Centropomidae sensu lato trong nhóm không chắc chắn (incertae sedis) ở cấp bộ thuộc nhánh Carangiaria, một nhánh chỉ có quan hệ họ hàng xa với nhánh Eupercaria, trong đó có bộ Perciformes theo nghĩa mới.

## Chi và loài
Dù được công nhận là họ (Latidae) hay phân họ (Latinae) thì nhóm cá này cũng chỉ bao gồm 3 chi còn loài sinh tồn, với 13 loài đã biết.
- Hypopterus: 1 loài cá biển (Hypopterus macropterus) ở đông Ấn Độ Dương.
- Lates: 11 loài, với 7 loài cá nước ngọt ở châu Phi; 2 loài cá nước ngọt ở châu Á và 2 loài cá biển-cá nước lợ ở Ấn Độ Dương và tây Thái Bình Dương.
- Psammoperca: 1 loài cá biển (Psammoperca waigiensis) ở Ấn Độ Dương và tây Thái Bình Dương.

## Sử dụng
Nhiều loài trong họ này là cá thực phẩm quan trọng, và một số loài đã được đưa ra ngoài khu vực bản địa của chúng để nuôi làm cá thực phẩm. Loài cá vược sông Nile (Lates niloticus), một loại cá săn mồi đã trở nên khét tiếng do kể từ khi du nhập vào hồ Victoria trong thập niên 1960 đã tàn phá các loài cá bản địa trong hồ, gây ra sự tuyệt chủng của nhiều loài cá đặc hữu tại đây.